# Советская Гавань (залив)
Советская Гавань — залив на западном берегу Татарского пролива. Административно залив входит в Хабаровский край России.

## Физико-географическая характеристика
Вход в залив расположен к северу от мыса Путятина, с севера ограничен полуостровом Меньшикова. Длина Залива составляет 11 километров, ширина на входе 2 километра. Глубина более 20 метров. По своим параметрам и по удобству залив Советская Гавань уступает только заливу Сан-Франциско и Авачинской губе.
Берег возвышенный, обрывистый, местами холмистый. В залив впадают реки Большая Хадя, Эгге, Май и несколько более мелких.
В составе залива выделяют три части, разделённые глубоко вдающимися в акваторию мысами. Это бухты Северная, Западная (Константиновская) и Юго-Западная (залив Хаджи). В свою очередь в них можно выделить ряд меньших бухт: Эгге, Окоча, Маячная, Концессии, Ольга, Постовая. К северу от залива расположена бухта Ванина. В нескольких километрах к северо-западу — кратер палеовулкана Мицуевский.

## Название
До прихода русских местные жители, орочи, называли залив Хаджи (Хадя, Ходье, Ходжо, Хаджи-ту).
В начале 1850-х ходе Амурской экспедиции под руководством морского офицера Геннадия Невельского её участникам от местных жителей стало известно о существовании южнее залива Де-Кастри ещё одного залива, называемый местными Хаджи. Залив Хаджи был обнаружен 23 мая (4 июня) 1853 года лейтенантом Николаем Бошняком.
Невельской писал об этом:
«Результаты открытий и исследований Н. К. Бошняка были очень важны. Он был первым из европейцев, который дал обстоятельные сведения о северном береге Татарского пролива и обнаружил неверность этой части на карте Крузенштерна: он открыл на этом берегу одну из превосходнейших и обширнейших гаваней в мире и узнал, что имеется ещё несколько гаваней, чем разрушил сложившееся до того времени мнение, будто бы на всем пространстве этого берега от залива Де-Кастри до корейской границы нет не только ни одной гавани, но даже какой-либо бухты, сколько-нибудь удобной для якорной стоянки, почему берег этот считался опасным и недоступным. Наконец, он разрешил весьма важный вопрос, именно: что жители, обитающие на этом берегу, никогда от Китая зависимы не были и китайской власти не признавали».
Бошняк решил назвать гавань именем действующего российского императора Николая, поскольку знал, что некоторые царедворцы, особенно министр иностранных дел К. В. Нессельроде, относятся отрицательно к посылке новых русских экспедиций в район южнее залива Де-Кастри. Так залив Хаджи стал Императорской гаванью (гаванью Императора Николая I), а её бухты и мысы были названы именами других членов императорской семьи: в честь императрицы Александры была названа Александровской главная бухта залива, бухта, в которую впадала река Хадя, почему она и называлась, «собственно, заливом Хаджи»; лучшая же бухта залива, бухта Ма, была им названа Константиновской, по имени генерал-адмирала русского флота великого князя Константина Николаевича. На берегу одной из бухт был основан Константиновский пост, а сама бухта была названа Постовой.
В январе 1922 года в ходе Гражданская войны из Южного Приморья в гавань прибыл партизанский отряд под командованием комиссара В. С. Колесниченко в количестве 45 человек. 19 февраля 1923 года вышло Постановление ВЦИК, согласно которому гавани было официально присвоено имя Советская. Большая часть бухт гавани также получила новые названия.

## Исторические события
В 1854 году судно «Барракута» (Barracouta) англо-французской эскадры посетило залив и, не зная об открытии его русскими, назвало залив Barracouta Harbour.
В январе 1856 года, во время Крымской войны в Постовой бухте был затоплен фрегат Паллада, во избежание захвата судна английскими войсками. В 1963 на берегу бухты был сооружён памятник фрегату.

## Хозяйственное значение
В акватории залива обитают такие виды рыб, как сельдь, камбала, дальневосточная навага, терпуг, мойва. На нерест заходят различные виды лососёвых.
На берегу залива расположен город Советская Гавань и ряд посёлков городского типа: Майский, Заветы Ильича, Лососина. Вместе с близлежащими населёнными пунктами Ванинского района они создают ярко выраженную малую агломерацию Советской Гавани. Акватория на данный момент слабо освоена, в удобнейшей гавани расположен небольшой Советско-Гаванский порт, развалины двух судоремонтных заводов, в бухте Постовой — остатки военно-морской базы Тихоокеанского флота.